# Lepidopilum incurvum
Lepidopilum incurvum là một loài rêu trong họ Daltoniaceae. Loài này được Hornsch. Müll. Hal. mô tả khoa học đầu tiên năm 1848.